# Unser Charly
Unser Charly var en tysk teveserie som sändes på ZDF mellan 1995 och 2012. Totalt visades 220 avsnitt om 45 minuter fördelade på 16 säsonger samt en nyårsspecial.  